# Pseudanarta flavidens
Pseudanarta flavidens là một loài bướm đêm trong họ Noctuidae.